# 多明我会广场

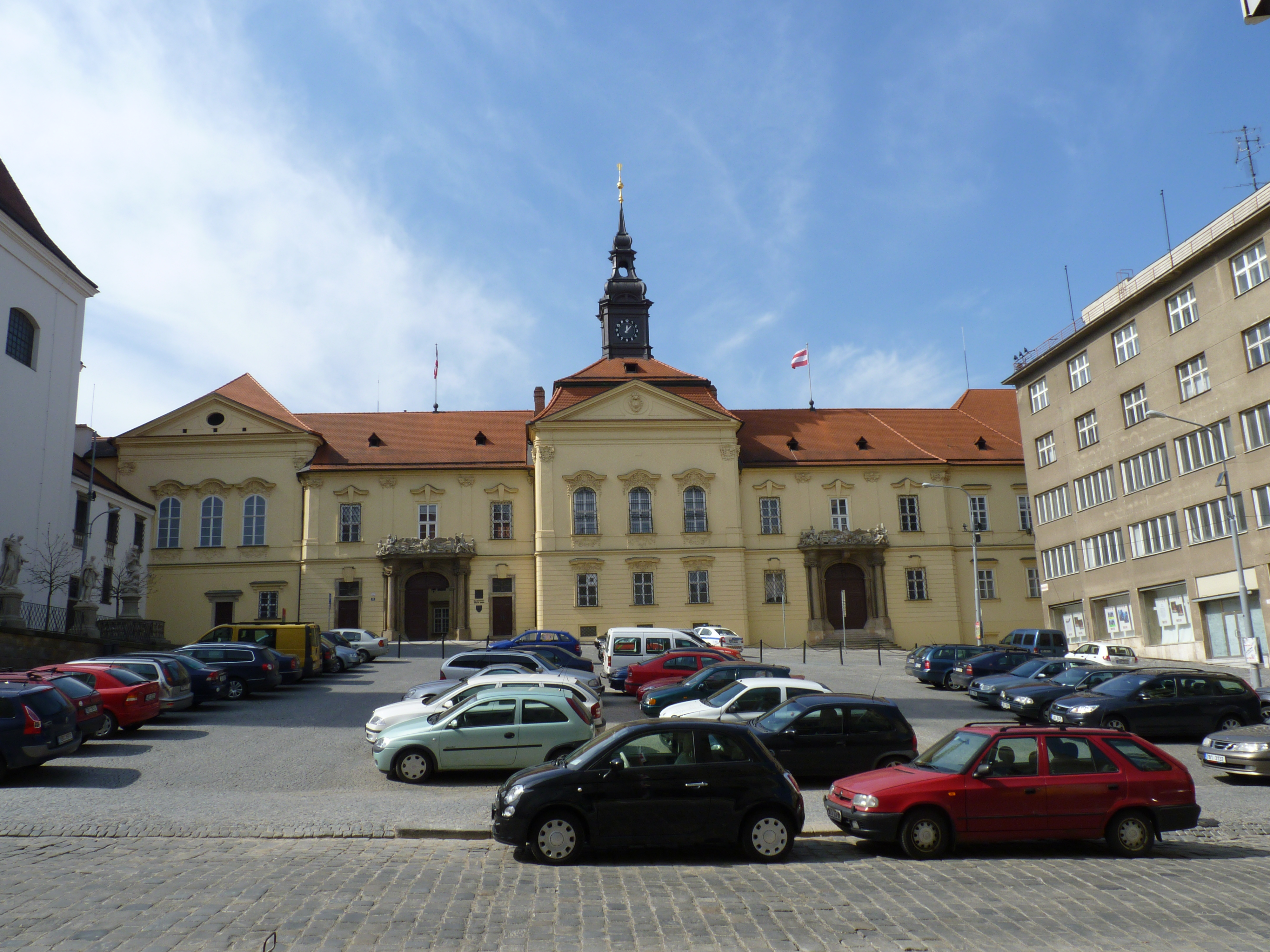
多明我会广场与新市政厅

多明我会广场（捷克語：Dominikánské náměstí'），旧名鱼市场（Rybí trh），是捷克布尔诺的一个广场，位于自由广场的西南。这个广场大致呈长方形，它的突出特征是广场南侧的圣弥额尔教堂。另一个重要的建筑，是新市政厅，建筑几乎占据整个广场西侧。在多明我会广场和锁匠街（ulic Zámečnické）的转角，是建于1908年的皇家礼拜堂（Královská kaple）。